# Heathfield, Teignbridge
Heathfield är en by i Teignbridge, Devon i England. Byn är belägen 18,6 km 
från Exeter. Orten har 2 138 invånare (2015).